# Récepteur de l'adénosine
Les récepteurs de l'adénosine (ou récepteurs purinergiques P1) sont une classe de récepteurs purinergiques à 7 hélices couplés aux protéines G (RCPG) qui ont pour ligand endogène l'adénosine.

## Pharmacologie

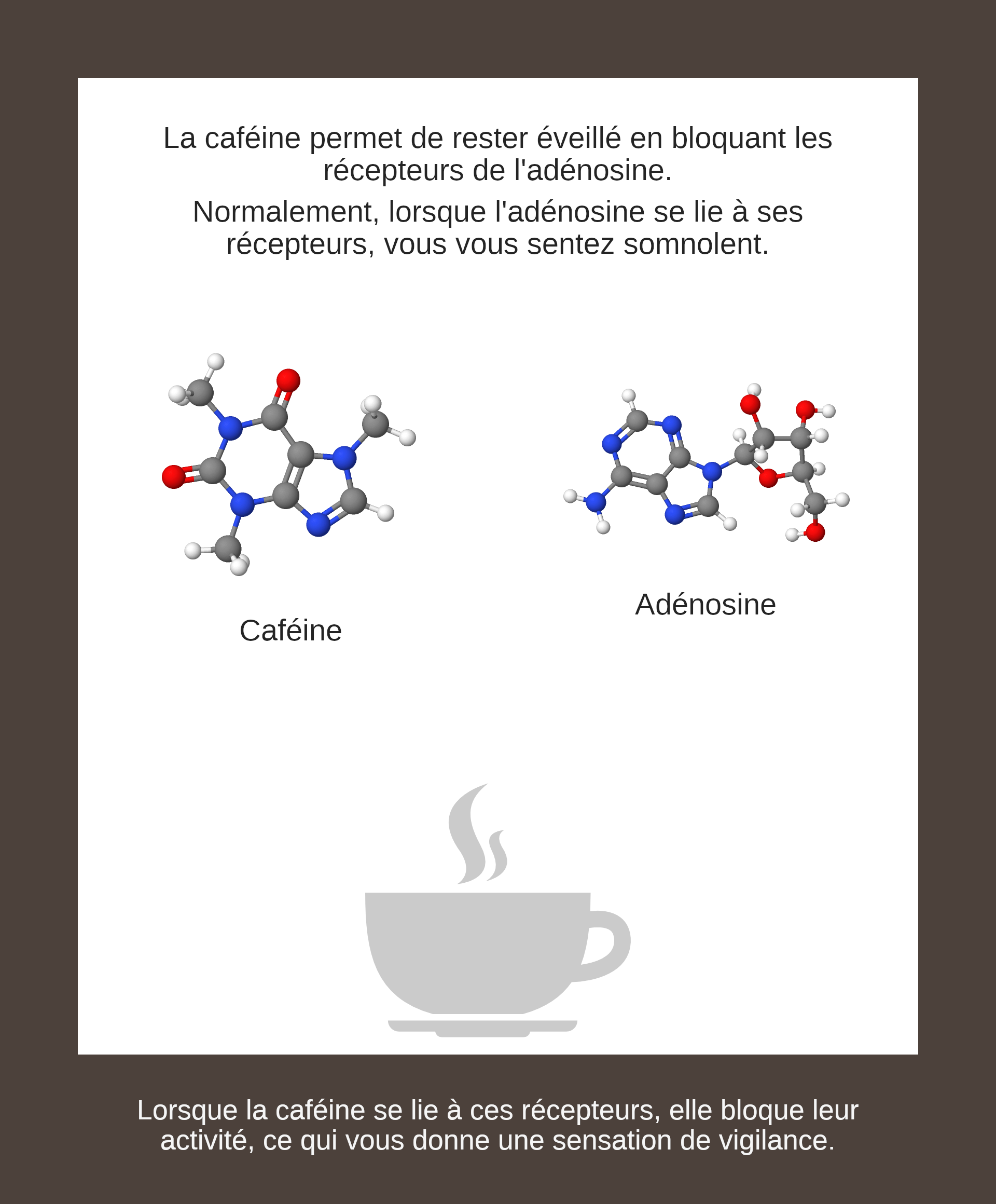
La caféine maintient éveillé en bloquant les récepteurs de l'adénosine.

Chez l'humain, il y a 4 types de récepteurs de l'adénosine. Chacun d'eux est codé par un gène différent et possède différentes fonctions, même s'il y a un certain chevauchement de celles-ci. Par exemple, les récepteurs A1 et A2A jouent un rôle au niveau cardiaque, ils permettent de réguler la consommation d'oxygène du myocarde et le flux sanguin coronaire, alors que le récepteur A2A a aussi des effets anti-inflammatoires plus larges partout dans le corps. Ces deux récepteurs ont aussi des rôles importants dans le cerveau, ils permettent de réguler la libération d'autres neurotransmetteurs tels que la dopamine et le glutamate,,, alors que les récepteurs A2B and A3 sont localisés principalement en périphérie et sont impliqués dans les processus tels que la réponse inflammatoire ou immunitaire.
La plupart des composés les plus anciens agissant sur les récepteurs de l’adénosine sont non sélectifs, tels que l'agoniste endogène adénosine qui est utilisé dans les hôpitaux comme traitement pour tachycardie grave (fréquence cardiaque élevée), et qui agit directement pour ralentir le rythme cardiaque par son action sur les quatre récepteurs se trouvant dans les tissus cardiaques, ainsi qu'en produisant un effet sédatif par l'action sur les récepteurs A1 et A2A dans le cerveau. Les dérivés de la xanthine tels que la caféine et la théophylline agissent comme antagonistes non sélectifs au niveau des récepteurs A1 et A2A aussi bien dans le cerveau que le cœur et donc ont des effets opposés à ceux de l'adénosine, ils apportent un effet stimulant et une augmentation du rythme cardiaque. Ces composés agissent aussi comme inhibiteurs de la phosphodiestérase, ce qui produit des effets anti-inflammatoires additionnels et les rend médicalement intéressants afin de traiter des maladies comme l'asthme, mais moins adaptés pour une utilisation dans la recherche scientifique.
De nouveaux composants aussi bien agonistes qu'antagonistes des récepteurs de l'adénosine sont bien plus puissants et sont sélectifs à un sous-type de récepteur, et ont permis une recherche approfondie des effets de la stimulation ou de l'inhibition individuelle des différents sous-types de récepteurs de l'adénosine, ce qui permet aujourd'hui d'obtenir une nouvelle génération de molécules plus sélectives avec de forts potentiels médicaux. Certains de ces composants sont toujours dérivés de l'adénosine ou de la famille de la xanthine, mais les chercheurs dans ce domaine ont aussi découvert de nombreux ligands sélectifs des récepteurs de l'adénosine qui en sont structurellement distincts, ce qui ouvre un large champ de possibilités pour de futures recherches,.

## Comparaison des sous-types de récepteurs
| Récepteur | Gène    | Mécanisme | Effets | Agonistes | Antagonistes |
| --------- | ------- | --- | --- | --- | --- |
| A1        | ADORA1  | Gi/o → AMPc↑/↓ - Inhibition - ↓ libération vésiculaire - Bronchoconstriction - Constriction artériolaire afférente dans le rein | - Diminution de la fréquence cardiaque | - N6-Cyclopentyladenosine - N6-3-methoxyl-4-hydroxybenzyl adenine riboside (B2) - Adénosine - CCPA - Certains Benzodiazépines et Barbituriques - 2'-MeCCPA - GR 79236 - SDZ WAG 994 | - Caféine - théophylline - 8-Cyclopentyl-1,3-diméthylxanthine (CPX) - 8-Cyclopentyl-1,3-dipropylxanthine (DPCPX) - 8-Phenyl-1,3-dipropylxanthine - PSB 36 |
| A2A       | ADORA2A | Gs → AMPc↑ | - Vasodilatation des artères coronaires - Diminue l'activité dopaminergique dans le système nerveux central - Inhibition de l'excitation de neurones centraux.          | - N6-3-methoxyl-4-hydroxybenzyl adenine riboside (B2) - ATL-146e - CGS-21680 - Regadenoson - Adénosine                                                                              | - Caféine - théophylline - istradefylline - SCH-58261 - SCH-442,416 - ZM-241,385                                                                          |
| A2B       | ADORA2B | Gs → AMPc↑ Récemment découvert A2B a Gq → DAG et IP3 → Libère du calcium → active la calmodulin → active la kinase des chaînes légères de la myosine → phosphorylation des chaînes légères de la myosine → myosin light chain plus actin → bronchoconstriction[réf. nécessaire] | - Bronchospasme | - 5'-N-ethylcarboxamidoadenosine - BAY 60–6583 - Adénosine - LUF-5835 - LUF-5845 | - théophylline - Caféine - CVT-6883 - MRS-1706 - MRS-1754 - PSB-603 - PSB-0788 - PSB-1115                                                                 |
| A3        | ADORA3  | Gi/o → ↓AMPc | - Relaxation des muscles cardiaques - Contraction des muscles lisses - cardioprotecteur pour les ischémies cardiaques - inhibition de la dégranulation des neutrophiles | - 2-(1-Hexynyl)-N-methyladenosine - CF-101 (IB-MECA) - Adénosine - 2-Cl-IB-MECA - CP-532,903 - MRS-3558                                                                             | - théophylline - Caféine - MRS-1191 - MRS-1220 - MRS-1334 - MRS-1523 - MRS-3777 - MRE3008F20 - PSB-10 - PSB-11 - VUF-5574                                 |

## Récepteur A1de l'adénosine
Le récepteur A1 de l'adénosine est omniprésent dans le corps entier.

### Mécanisme
Ce récepteur a une fonction inhibitrice sur la plupart des tissus sur lequel il s'exprime. Dans le cerveau, il ralentit l'activité métabolique par une combinaison d'actions. Présynaptiquement, il réduit la libération dans les vésicules synaptiques alors que postsynaptiquement il a été constaté qu'il permettait de stabiliser le magnésium sur le récepteur NMDA.

### Antagonisme et agonisme
Parmi les récepteurs A1 antagonists spécifiques on retrouve le 8-Cyclopentyl-1,3-dipropylxanthine (DPCPX), et le Cyclopentyltheophylline (CPT) ou 8-cyclopentyl-1,3-dipropylxanthine (CPX), alors que parmi les agonistes spécifiques il y a par exemple le 2-chloro-N(6)-cyclopentyladenosine (CCPA).
Le Tecadenoson est un agoniste efficace du récepteur A1, le selodenoson aussi.

### Dans le cœur
Le récepteur A1, ainsi que le récepteur A2A jouent un rôle dans la régulation de la consommation d'oxygène myocardique et le flux sanguin coronaire. La stimulation du récepteur A1 entraine un effet dépressif sur le myocarde en diminuant la conduction des impulsions électriques et en atténuant les capacités du pacemaker cardiaque, ce qui entraîne une diminution du rythme cardiaque. Cet effet rend efficace l'adénosine comme traitement afin de traiter de diagnostiquer les tachycardies. Cet effet sur le récepteur A1 explique aussi pourquoi il y a un bref moment d'arrêt cardiaque quand l'adénosine est administrée par le biais d'une injection intraveineuse rapide lors d'une réanimation cardiopulmonaire. L'infusion rapide provoque un effet d'étourdissement myocardique momentané.
Pour des états physiologiques normaux, il agit de façon protectrice. Par contre, en cas de fonction cardiaque altérée, telle que l'hypoperfusion causée par l'hypotension, une attaque cardiaque ou un arrêt cardiaque causé par une bradycardie, l'adénosine a un effet négatif sur le fonctionnement physiologique en prévenant de nécessaires augmentations compensatoires du rythme cardiaque et de la pression sanguine qui essayent de maintenir la perfusion cérébrale.

### Comme médicament néonatal
Les antagonistes de l'adénosine sont largement utilisés en néonatalogie;
Une réduction de l'expression du récepteur A1 semble prévenir une ventriculomégalie causée par une hypoxie et la perte de matière blanche, ce qui ouvre la possibilité qu'un barrage pharmaceutique de A1 peut avoir une utilité clinique.
La théophylline et la caféine sont des antagonistes non sélectifs de l'adénosine qui sont utilisés pour stimuler la respiration des prématurés.

### Homéostasie osseuse
Les récepteurs de l'adénosine jouent un rôle clé dans l'homéostasie osseuse. Il a été montré que le récepteur A1 permet de stimuler la différenciation et le fonctionnement des ostéoclastes. Les études ont montré qu'un blocage du récepteur A1 supprime la fonction des ostéoclastes, ce qui entraîne une augmentation de la densité osseuse.

## Le récepteur A2A
Comme pour les récepteurs A1, les récepteurs A2A sont suspectés de jouer un rôle dans la régulation de la consommation d'oxygène myocardique et du flux sanguin.

### Mécanisme
L'activité du récepteur A2A, un membre de la famille des récepteurs couplés aux protéines de G, dépend de protéines G qui activent l'adenylyl cyclase. Il est abondant dans les ganglions de la base, le système vasculaire et les plaquettes et est une cible majeure de la caféine.

### Fonction
Le récepteur A2A est responsable de la régulation du flux sanguin myocardique par vasodilatation des artères coronaires, ce qui augmente le flux sanguin parvenant au myocarde, mais peut aussi entraîner de l'hypotension. Comme pour les récepteurs A1, cela sert normalement en tant que mécanisme protecteur, mais cela peut être destructeur en cas de fonction cardiaque altérée.

### Agonistes et antagonistes
Parmi les antagonistes spécifiques on trouve l'istradefylline (KW-6002) et le SCH-58261, et parmi les agonistes spécifiques le CGS-21680 et le ATL-146e.

### Homéostasie osseuse
Le rôle du récepteur A2A s'oppose à celui de A1 car il inhibe la différentiation des ostéoclastes et il les active. Des études ont montré qu'il est efficace pour diminuer l'ostéolyse inflammatoire dans l'os atteint. Ce rôle pourrait potentialiser de nouveaux traitements thérapeutiques pour aider à la régénération osseuse et pour augmenter le volume osseux.

## Le récepteur A2B
(juin 2022).
This integral membrane protein stimulates adenylate cyclase activity in the presence of adenosine. This protein also interacts with netrin-1, which is involved in axon elongation.[Quoi ?]

### Homéostasie osseuse
De façon similaire au récepteur A2A, le récepteur A2B encourage la différenciation des ostéoblastes. The osteoblast cell is derived from the Mesenchymal Stem Cell (MSC) which can also differentiate into a chondrocyte.[Quoi ?] Les signaux cellulaires impliqués dans la stimulation du récepteur A2B dirigent la voie de différentiation sur les ostéoblastes, plutôt que sur les chondrocytes par l'expression du gène Runx2. Les applications thérapeutiques potentielles incluent la lutte contre les maladies dégénératives osseuses, les changements relatifs à l'âge ainsi que les réparations de blessures.

## Le récepteur A3
D'après les études réalisées il inhibe certains chemins de signaux de l'adénosine. Il permet l'inhibition de la croissance des cellules mélanomes chez l'homme. Parmi les antagonistes spécifiques on trouve le MRS1191, le MRS1523 et le MRE3008F20, alors que parmi les agonistes spécifiques on trouve le Cl-IB-MECA et le MRS3558.

### Homéostasie osseuse
Le rôle du récepteur A3 est moins bien identifié dans ce domaine. Des études ont montré qu'il joue un rôle dans la régulation négative des ostéoclases. Son fonctionnement par rapport aux ostéoblastes reste ambigu.